# Linde plc

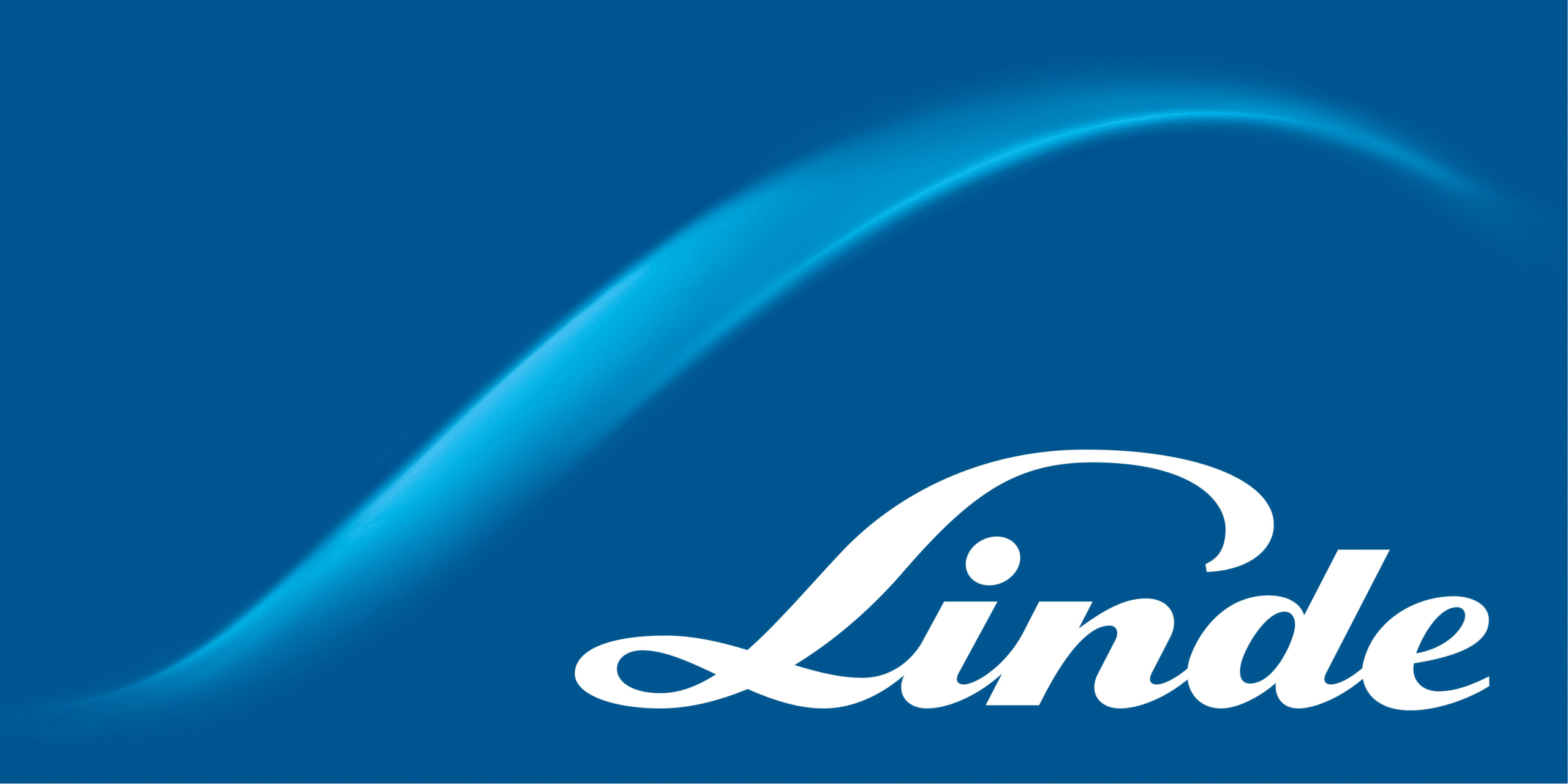
Företagets logotyp.

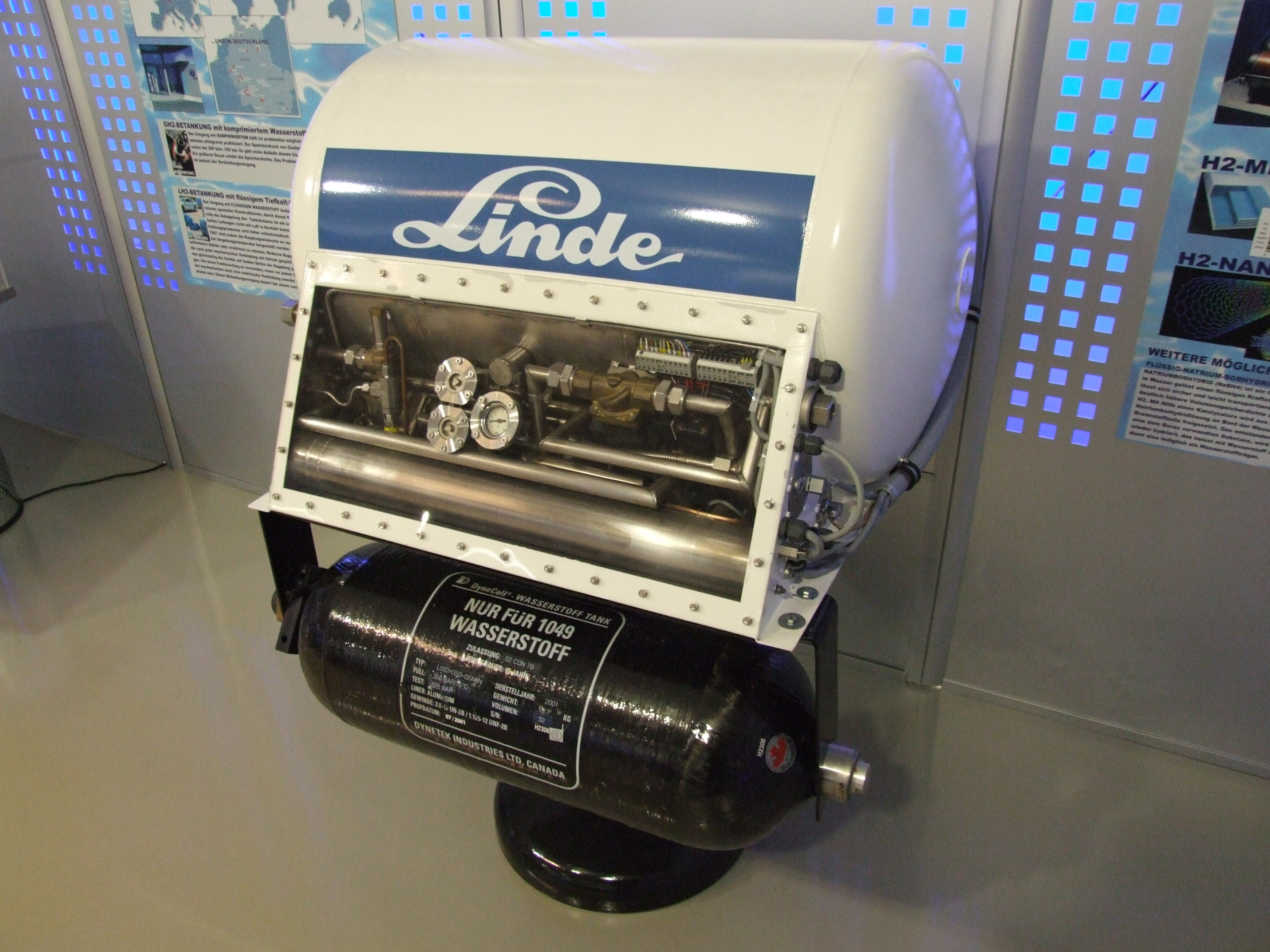
Tank för flytande väte hos Linde, Museum Autovision, Altlußheim, Tyskland.

Linde plc, kallas även The Linde Group, är en brittiskregistrerad tysk-amerikansk företagskoncern med huvudkontor i München. Omsättningen var 2017 ungefär 17 miljarder euro och antalet anställda fler än 58 000 fördelat på 100 länder. Lindes främsta produkter är olika industrigaser och kemiska produktionsanläggningar.
Bolaget sysslar idag med gas, kryo och -kylteknik. 

## Historik
Bolaget bildades 1879 som Gesellschaft für Lindes Eismaschinen Aktiengesellschaft av Carl von Linde och är idag börsnoterat i Frankfurt. Företaget var från början inriktat på service gentemot bryggerier. 
Den 31 oktober 2018 genomförde Linde en fusion med amerikanska Praxair för 80 miljarder amerikanska dollar.

## Dotterbolag
- LindeGas Holding Sweden AB (moderbolag till AGA AB)
- Linde Gases US